# Будинок на вулиці Соломії Крушельницької, 11 (Львів)
Будинок за адресою вулиця Соломії Крушельницької, 11 у Львові — багатоквартирний житловий триповерховий будинок. Пам'ятка архітектури місцевого значення № 1082-м. Розташований будинок у периметральній забудові вулиці.

## Історія
Будинок зведений 1891 року за спільним проектом архітекторів Людвіка Балдвіна-Рамулта та Юліана Цибульського на замовлення Адольфа Барона, як прибутковий будинок. 26 липня 1893 року Адольф Барон продав новозбудовану кам'яницю Софії Єловіцькій. Альфред Захаревич виконав реконструкцію першого поверху 1903 року. З 1927 року будинок перейшов у власність подружжя Юзефа та Міхаліни Козловських. Нині будинок виконує функції багатоквартирного житлового будинку. Частину першого поверху та цоколь займає спа-клуб.

## Архітектура
Симетричний чільний фасад з виступами пристінків по боках. По центрі арка в'їзної брами та балкон на 2-му поверсі, консолі балкону оздоблені стукковими картушами і волютами. На 3-му поверсі ще два балкони, з півкруглими платформами.